# Jacqueline Brookes
Jacqueline Victoire Brookes (* 24. Juli 1930 in Montclair, New Jersey; † 26. April 2013) war eine US-amerikanische Schauspielerin.

## Leben
Jacqueline Brookes ist die Tochter von Maria Victoire Brookes, geborene Zur Haar, und dem Investmentbanker Frederick Jack Brookes. Jacqueline studierte an der University of Iowa und war Lehrerin an der Circle in the Square Theatre School. Sie war auch Mitglied des Actors Studio in Manhattan, New York City.
Jacqueline war eine der wenigen amerikanischen Schauspieler die 1950 für das Training der Britain’s Royal Academy of Dramatic Arts in London, England akzeptiert wurde.
1963 gewann Jacqueline den Obie Award als beste Schauspielerin für das Stück Six Characters in Search of an Author. Außerdem erhielt sie 1955 den Theatre World Award für The Cretan Woman.

## Filmografie (Auswahl)
- 1972: The Line – Tausend Meilen bis zur Hölle (Parades)
- 1973: Der Werwolf von Washington (The Werewolf of Washington)
- 1974: Spieler ohne Skrupel (The Gambler)
- 1977: Kopf hoch (Looking Up)
- 1978: Tod in einer kleinen Stadt (A Death in Canaan)
- 1979: Tödliche Umarmung (Last Embrace)
- 1980: Ein Akt der Liebe (Act of Love)
- 1981: Der unbekannte Zeuge (Word of Honor)
- 1981: Ghost Story
- 1981: Ich brauche einen Erben (Paternity)
- 1982: Entity – Es gibt kein Entrinnen vor dem Unsichtbaren, das uns verfolgt (The Entity)
- 1983: An einem Morgen im Mai (Without a Trace)
- 1985: Das Girl vom anderen Stern (Starcrossed)
- 1985: Das perfekte Opfer (Silent Witness)
- 1988: Ein tödlicher Fehler (Unholy Matrimony)
- 1989: Sea of Love – Melodie des Todes (Sea of Love)
- 1991: Die nackte Kanone 2½ (The Naked Gun 2½: The Smell of Fear)
- 1992: Stimmen im Dunkel (Whispers in the Dark)
- 1992: Raumschiff Enterprise – Das nächste Jahrhundert (Star Trek: The Next Generation, Fernsehserie, eine Folge)
- 1993: Das zweite Gesicht (The Good Son)
- 1995: Die andere Mutter (Losing Isaiah)